# Racemizzazione degli amminoacidi
La racemizzazione degli amminoacidi  è un metodo di datazione che sfrutta il processo naturale di racemizzazione per stimare l'età di un campione biologico. Questa tecnica viene applicata in paleobiologia, archeologia, scienza forense, tafonomia, sedimentologia e altri campi.
Nei cristalli, gli amminoacidi esistono in due forme speculari, definite enantiomeri (o isomeri ottici), che orientano il piano della luce polarizzata verso sinistra (forma "levogira" o "L") o verso destra (forma "destrogira" o "D"): negli organismi viventi è presente soltanto la forma levogira L.
Con il sopravvenire della morte dell'organismo, le molecole degli amminoacidi iniziano a diventare destrogire, fino a raggiungere uno stato di equilibrio tra i due isomeri ottici, nel quale la luce non sarà più deviata, in quanto la forma levogira e quella destrogira si equivalgono. Questo stadio viene definito racemo. La misura del rapporto tra le configurazioni D e L in un campione biologico permette di avere una stima del tempo trascorso dalla morte dell'organismo vivente.

## Fattori che influiscono sulla racemizzazione
La velocità con la quale avviene la racemizzazione non è del tutto costante: varia infatti in funzione della temperatura e a seconda del tipo di amminoacido.
Il metodo di datazione basato sul fenomeno non è di facile applicazione, a causa della difficile determinazione delle temperature medie a cui il campione è stato sottoposto nel corso della sua storia. Ad esempio l'esposizione ad una sorgente di calore di origine naturale o antropica, come un incendio, può accelerare enormemente l'inversione dalla forma levogira a quella destrogira.
A partire dagli anni settanta il metodo è stato applicato in archeologia per la datazione delle ossa. Il limite cronologico di validità del metodo risale fino a circa 100.000 anni fa. Poiché il clima influenza la velocità a cui il fenomeno avviene, è necessario preliminarmente calibrare il metodo specificatamente per il sito indagato, per mezzo di altri tipi di analisi. Successivamente a tale calibrazione il metodo della racemizzazione potrà essere utilizzato per la datazione di reperti organici, risalendo nel tempo molto oltre le possibilità del metodo del radiocarbonio.

## Amminoacidi utilizzati
Nelle analisi della racemizzazione si fa normalmente riferimento al rapporto D-alloisoleucina/L-isoleucina (rapporto A/I o D/L), che ha il vantaggio di essere facile da misurare e cronologicamente valido per tutto il Quaternario.
Le tecniche di cromatografia liquida ad alta prestazione (HPLC) possono misurare su un singolo cromatogramma fino a 9 amminoacidi utili nella geocronologia su differenti scale di tempo: acido aspartico, acido glutammico, serina, alanina, arginina, tirosina, valina, fenilalanina, leucina).
In anni recenti ci sono stati progressi nel misurare separatamente gli amminoacidi con la tecnica intra-cristallina, che sembra migliorare in alcuni casi i risultati.